# Dick Turpin
Dick Turpin é um filme de aventura dramático britânico de 1933, dirigido por Victor Hanbury e estrelado por Victor McLaglen, Jane Carr, Frank Vosper e James Finlayson.